# Tattoo (canción de Loreen)
«Tattoo» (en español: tatuaje) es una canción de la cantautora sueca Loreen, lanzada como sencillo el 25 de febrero de 2023. Fue escrita conjuntamente por ella con apoyo de Jimmy Thörnfeldt, Jimmy Jansson, Cazzi Opeia, Peter Boström y  Thomas G:son. Venció en el Melodifestivalen 2023 y representó a Suecia en el Festival de la Canción de Eurovisión 2023, que también ganó, tras recibir un total de 583 puntos, hecho que convirtió a Loreen en la primera mujer en ganar dos veces y apenas la segunda intérprete. Perteneciente al género dance pop, la canción habla sobre amar incondicionalmente a alguien a pesar del dolor que puede llegar a causar.
La canción recibió elogios por parte de la crítica y la prensa, quienes la describieron como «dramática» y «emocional», destacando de igual forma la voz de Loreen. Además de ganar el Melodifestivalen y Eurovisión, «Tattoo» ganó la encuesta global de OGAE y dos Premios Marcel Bezençon. En términos comerciales, alcanzó el número uno en las listas de éxitos semanales en países como Austria, Bélgica, Islandia, Letonia, los Países Bajos, Suecia y Suiza, además de haber ingresado al top cinco en Finlandia, Irlanda, Noruega, el Reino Unido, entre otros. También rompió el récord del mayor número de reproducciones en un día en Spotify por cualquier canción de Eurovisión, luego de haber recibido 4.27 millones de reproducciones el día posterior a la final del festival.

## Antecedentes y composición
«Tattoo» fue escrita conjuntamente por Loreen con Jimmy Thörnfeldt, Jimmy Jansson, Cazzi Opeia, Peter Boström y Thomas G:son. Esta fue su segunda vez trabajando con Boström y G:son, después de haber escrito «Euphoria». En un principio, Loreen se había mostrado reacia a participar nuevamente en el Melodifestivalen, pero tras haber finalizado la canción, su equipo la incentivó a reconsiderar la decisión y la emoción de sus allegados la hizo pensar que podía transmitir un nuevo mensaje a las masas. De igual manera, durante una conversación con el resto de los compositores, todos estuvieron de acuerdo en que tenía potencial para ganar el festival, lo que dio lugar a la propuesta. La canción fue grabada en aproximadamente una hora y media, puesto que la artista quería que se sintiera «natural» y «orgánica». Hablando sobre su letra, Loreen explicó a la revista NME:

Es una canción de amor y dejo que la gente la interprete de la forma que quieran, pero lo que estoy tratando de decir es que no hay día sin la noche, así como no hay amor sin lo opuesto. Todo es necesario. Solemos pensar que las cosas siempre son mejores del otro lado, pero si quieres experimentar un amor profundo y auténtico, debes considerar que la lucha necesita estar ahí también. No podemos huir en el instante que sintamos un poco de dolor.

«Tattoo» es una canción dance pop con diversos elementos de una power ballad y el pop sueco, escrita en la tonalidad de mi bemol menor y con un tempo allegro de 150 pulsaciones por minuto. Algunos medios han comparado su melodía con la de «Flying Free» de Pont Aeri, «The Winner Takes It All» de ABBA, «Easy on Me» de Adele, y en particular «V plenu» de la cantante ucraniana Mika Newton.

## Festival de la Canción de Eurovisión 2023

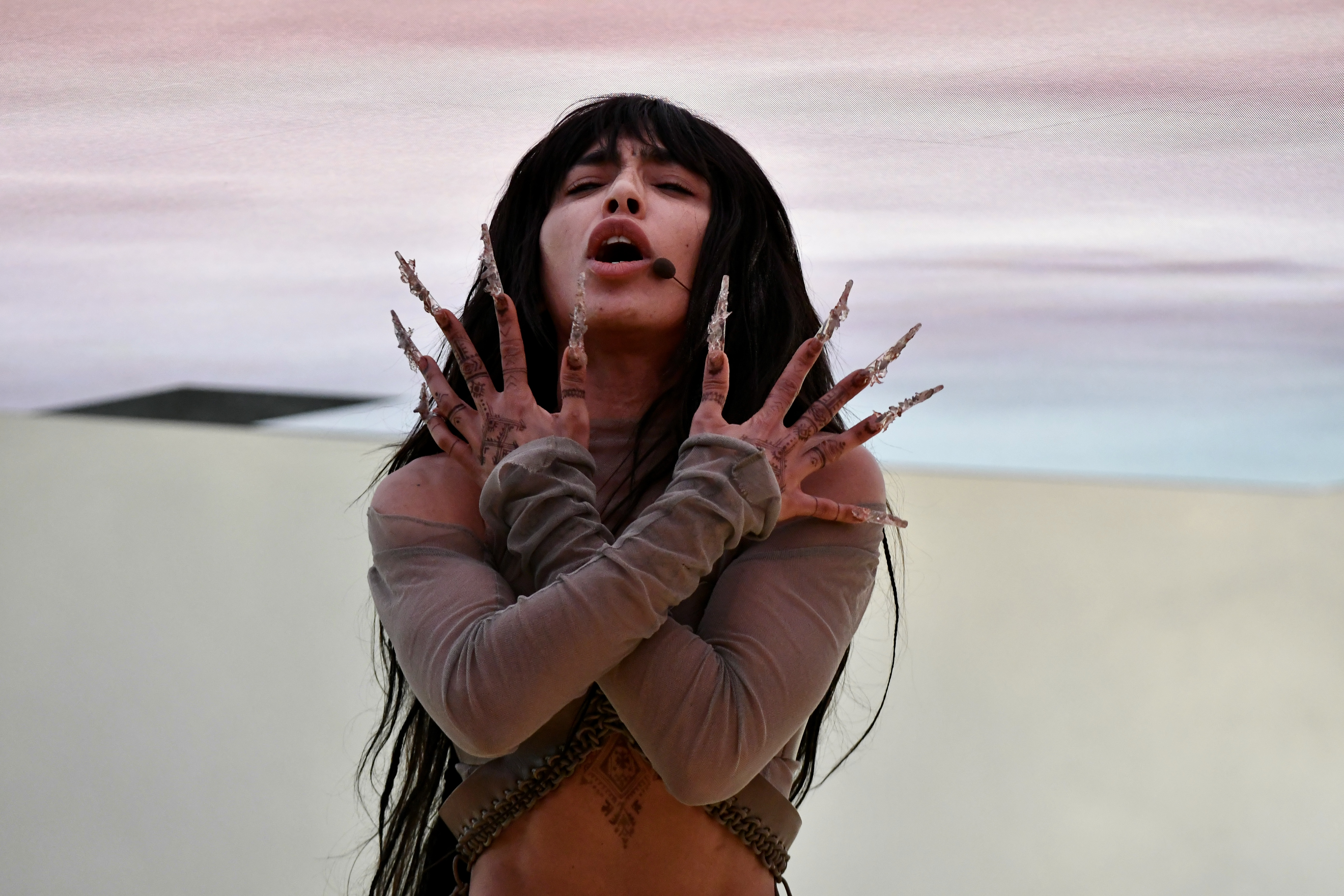
Loreen interpretando «Tattoo» durante el Melodifestivalen 2023.

En noviembre de 2022, Sveriges Television (SVT) anunció los veintiocho artistas que participarían en el Melodifestivalen para representar a Suecia en el Festival de la Canción de Eurovisión 2023, entre ellos Loreen con el tema «Tattoo», asignada para cantar en la cuarta semifinal del festival. Dicha semifinal se llevó a cabo el 25 de febrero de 2023 en la Malmö Arena de Malmö, donde consiguió un pase directo a la final. Durante la actuación, un protestante subió al escenario a mitad de la presentación, lo que causó que la canción tuviese que ser nuevamente interpretada. En la final, celebrada el 11 de marzo en la Friends Arena de Estocolmo, «Tattoo» salió victoriosa tras recibir 92 puntos del jurado y 85 del televoto, siendo la favorita de ambos, con lo que fue seleccionada como la canción a representar a Suecia en Eurovisión.
Tras la victoria en el Melodifestivalen, «Tattoo» se convirtió en la favorita para ganar Eurovisión, liderando todas las casas de apuestas. La canción fue interpretada durante la primera semifinal, llevada a cabo el 9 de mayo en Liverpool, donde consiguió el pase a la gran final. Finalmente, conseguiría la victoria en la gran final celebrada el 13 de mayo, tras recibir un total de 583 puntos, divididos en 340 puntos del jurado (primer lugar) y 243 del televoto (segundo lugar). Ello convirtió a Loreen en la primera mujer en ganar el festival dos veces (después de su victoria en 2012 con «Euphoria»), así como la segunda intérprete, tras Johnny Logan de Irlanda. Asimismo, dio a Suecia su séptima victoria, con lo que empató a Irlanda como el país con más victorias. En el televoto, si bien no obtuvo doce puntos, «Tattoo» recibió al menos un punto de todos los países participantes, con excepción de Finlandia, mientras que para el jurado, recibió también al menos un punto de cada país, de entre los cuales quince le otorgaron los doce puntos. Sus 340 puntos fueron la segunda mayor puntuación del jurado en la historia hasta ese momento, únicamente superada por los 382 recibidos por «Amar pelos dois» de Salvador Sobral en 2017.
La puesta en escena de la canción para el Melodifestivalen se constituyó de dos grandes pantallas led; una en el suelo y la otra colgando, mientras Loreen canta entre ambas y ejecuta una coreografía. Cada una de las pantallas medía cuatro metros cuadrados y pesaba aproximadamente dos toneladas, lo que llamó la atención de la delegación, ya que era demasiado pesada para el recinto donde se celebraría Eurovisión. Asimismo, causaría dificultades a la producción para preparar el escenario entre los cortos intervalos de tiempo entre cada presentación. Tales problemas fueron resueltos disminuyendo el tamaño de ambas pantallas y colocando bordes con ruedas para agilizar su transportación para las presentaciones de Eurovisión.

## Recepción

### Crítica y prensa
«Tattoo» recibió elogios por parte de los críticos, la prensa y los seguidores de Eurovisión. Neil McCormick del diario The Telegraph describió a la canción como «una balada electropop intensa que se construye como un gran tema desde la introducción íntima hasta el dramático final con un gancho pegadizo y un estribillo celestial», además de añadir que es «genuinamente una buena canción pop emocional y moderna, algo que no se puede decir de todos los ganadores de Eurovisión». El equipo de Wiwibloggs, constituido por quince miembros, le dio una calificación ponderada de 9.31 puntos de 10, con algunos describiendo la canción como «gloriosa» y «nostálgica», además de haber destacado la voz de Loreen. Louis Staples de la revista Rolling Stone la llamó «un himno» e igualmente elogió la voz de la cantante.
La canción ganó la encuesta global de OGAE con un total de 423 puntos otorgados por las diversas asociaciones de fanáticos de Eurovisión. También se alzó con el galardón de la prensa y el de los artistas en los Premios Marcel Bezençon. Recibió una nominación a los NRJ Music Awards como canción internacional del año.

### Rendimiento comercial
Tras la interpretación de la canción en la semifinal del Melodifestivalen, debutó en la primera posición de la lista de éxitos semanales en Suecia, dando a Loreen su segundo número uno, y logró mantenerse en la cima por cuatro semanas consecutivas. De igual forma, ingresó al top diez en Bélgica, Finlandia y Noruega. Después de ser interpretada en la primera semifinal de Eurovisión, alcanzó el número uno en Islandia y Letonia. Tras su triunfo en la final del festival, la canción se disparó hasta la quinta posición de la lista global de Spotify y batió el récord del mayor número de reproducciones en un día por una canción de Eurovisión con un total de 4.27 millones, anteriormente ostentado por «Zitti e buoni» de Måneskin, que logró 4.23 millones. Seguidamente, debutó en el número uno del listado oficial de los Países Bajos, lo que lo convirtió en el primer tema de Loreen en llegar a la cima. Igualmente, alcanzó el primer puesto en Austria, Bélgica y Suiza, donde se convirtió en el segundo número uno de Loreen, tras «Euphoria». Fue además su primer número uno en Grecia, Luxemburgo y Rumanía. También debutó en la segunda posición del UK Singles Chart del Reino Unido, lo que marcó la canción mejor posicionada de Loreen en el país, al superar el tercer puesto de «Euphoria». Asimismo, por primera vez en la historia del conteo, cuatro canciones de Eurovisión estuvieron dentro del top diez de forma simultánea, con «Tattoo» en el segundo lugar, «Cha Cha Cha» de Käärijä en el sexto, «I Wrote a Song» de Mae Muller en el noveno y «Queen of Kings» de Alessandra en el décimo. Otros países donde entró a los diez primeros después del triunfo en Eurovisión fueron Alemania (puesto siete), Estonia (puesto seis), Irlanda (puesto tres), Lituania (puesto dos) y Chequia (puesto seis). La canción se posicionó de igual manera en el top cuarenta en Dinamarca (puesto quince), España (puesto veintidós) e Italia (puesto veinticuatro).

## Interpretaciones en vivo
Además de las presentaciones en el Melodifestivalen y el Festival de la Canción de Eurovisión, Loreen interpretó «Tattoo» a lo largo del mes de abril en las diferentes fiestas previas al festival de 2023, celebradas en Ámsterdam (Países Bajos), Madrid (España) y Londres (Reino Unido). Tras su triunfo en Eurovisión, Loreen presentó la canción por primera vez dos días más tarde en una celebración de su victoria llevada a cabo en el centro de Estocolmo. Después, la cantó en la final de la décima octava temporada del programa alemán Germany's Next Topmodel y posteriormente en el popular programa de televisión sueco estival Allsång på Skansen.

## Posicionamiento en listas

### Semanales
| Alemania          | German Singles Chart         | 7  |
| Austria           | Ö3 Austria Top 40            | 1  |
| Bélgica (Flandes) | Ultratop 50                  | 1  |
| Bélgica (Valonia) | Ultratop 40                  | 1  |
| Bulgaria          | Prophon International Top 10 | 3  |
| Croacia           | Airplay Radio Chart          | 5  |
| Dinamarca         | Tracklisten                  | 13 |
| Eslovaquia        | Singles Digitál Top 100      | 23 |
| España            | Top 50 Canciones             | 22 |
| Estonia           | Eesti Tipp-40                | 6  |
| Finlandia         | Finnish Singles Chart        | 3  |
| Francia           | French Singles Chart         | 7  |
| Grecia            | Digital Singles Chart        | 1  |
| Hungría           | Single (Track) Top 10        | 5  |
| Irlanda           | Irish Singles Chart          | 3  |
| Islandia          | Tonlist                      | 1  |
| Israel            | Media Forest Weekly Chart    | 1  |
| Italia            | Top Singoli                  | 24 |
| Letonia           | Latvijas Top 40              | 1  |
| Lituania          | AGATA Top 100                | 2  |
| Luxemburgo        | Luxembourg Digital Songs     | 1  |
| Mundo             | Global 200                   | 15 |
| Mundo             | Global 200 Excl. US          | 7  |
| Noruega           | VG-lista                     | 2  |
| Países Bajos      | Single Top 100               | 1  |
| Polonia           | Poland Songs                 | 4  |
| Portugal          | Portuguese Singles Chart     | 11 |
| Reino Unido       | UK Singles Chart             | 2  |
| República Checa   | Singles Digitál Top 100      | 9  |
| Rumania           | Romanian Songs               | 18 |
| Suecia            | Sverigetopplistan            | 1  |
| Suiza             | Swiss Singles Chart          | 1  |

### Certificaciones
| País        | Organismo certificador | Certificación | Ventas certificadas | Ref.   |
| ----------- | ---------------------- | ------------- | ------------------- | ------ |
| Bélgica     | BEA                    | Platino       | 40 000              | [ 62 ] |
| Dinamarca   | IFPI — Dinamarca       | Oro           | 45 000              | [ 63 ] |
| España      | PROMUSICAE             | Oro           | 30 000              | [ 64 ] |
| Francia     | SNEP                   | Diamante      | 500 000             | [ 65 ] |
| Grecia      | IFPI — Grecia          | Platino       | 20 000              | [ 55 ] |
| Italia      | FIMI                   | Oro           | 50 000              | [ 66 ] |
| Polonia     | ZPAV                   | 3× Platino    | 150 000             | [ 67 ] |
| Portugal    | AFP                    | Platino       | 20 000              | [ 68 ] |
| Reino Unido | BPI                    | Platino       | 600 000             | [ 69 ] |
| Suiza       | IFPI — Suiza           | Oro           | 10 000              | [ 70 ] |